# Copa das Nações da OFC de 1980
A Copa das Nações da OFC de 1980 foi a segunda edição do torneio. Essa edição da Copa foi sediada pela Nova Caledônia entre fevereiro e março de 1980. Foi vencida pela Austrália, que derrotou o Taiti na final.

## Times participantes
- Austrália
- Fiji
- Ilhas Salomão
- Nova Caledônia
- Nova Zelândia
- Novas Hébridas
- Papua-Nova Guiné
- Taiti

## Primeira fase

### Grupo A
| Pos | Seleção       | Pts | J | V | E | D | G    | SG  |
| --- | ------------- | --- | - | - | - | - | ---- | --- |
| 1   | Taiti         | 6   | 3 | 3 | 0 | 0 | 21:5 | 16  |
| 2   | Fiji          | 4   | 3 | 2 | 0 | 1 | 10:7 | 3   |
| 3   | Nova Zelândia | 2   | 3 | 1 | 0 | 2 | 7:8  | -1  |
| 4   | Ilhas Salomão | 0   | 3 | 0 | 0 | 3 | 3:21 | -18 |

| 25 de fevereiro de 1980 | Fiji | 3 – 1 | Ilhas Salomão |  |
|                         |      |       |               |  |

| 25 de fevereiro de 1980 | Taiti | 3 – 1 | Nova Zelândia |  |
|                         |       |       |               |  |

| 27 de fevereiro de 1980 | Fiji | 4 – 0 | Nova Zelândia |  |
|                         |      |       |               |  |

| 27 de fevereiro de 1980 | Ilhas Salomão | 1 – 12 | Taiti |  |
|                         |               |        |       |  |

| 29 de fevereiro de 1980 | Taiti | 6 – 3 | Fiji |  |
|                         |       |       |      |  |

| 29 de fevereiro de 1980 | Nova Zelândia | 6 – 1 | Ilhas Salomão |  |
|                         |               |       |               |  |

### Grupo B
| Pos | Seleção          | Pts | J | V | E | D | G     | SG  |
| --- | ---------------- | --- | - | - | - | - | ----- | --- |
| 1   | Austrália        | 6   | 3 | 3 | 0 | 0 | 20:2  | 18  |
| 2   | Nova Caledônia   | 4   | 3 | 2 | 0 | 1 | 12:11 | 1   |
| 3   | Papua-Nova Guiné | 2   | 3 | 1 | 0 | 2 | 6:22  | -16 |
| 4   | Novas Hébridas   | 0   | 3 | 0 | 0 | 3 | 6:9   | -3  |

| 24 de fevereiro de 1980 | Papua-Nova Guiné | 4 – 3 | Novas Hébridas |  |
|                         |                  |       |                |  |

| 24 de fevereiro de 1980 | Austrália | 8 – 0 | Nova Caledônia |  |
|                         |           |       |                |  |

| 26 de fevereiro de 1980 | Austrália | 11 – 2 | Papua-Nova Guiné |  |
|                         |           |        |                  |  |

| 26 de fevereiro de 1980 | Nova Caledônia | 4 – 3 | Novas Hébridas |  |
|                         |                |       |                |  |

| 28 de fevereiro de 1980 | Austrália | 1 – 0 | Novas Hébridas |  |
|                         |           |       |                |  |

| 28 de fevereiro de 1980 | Nova Caledônia | 8 – 0 | Papua-Nova Guiné |  |
|                         |                |       |                  |  |

## Disputa do terceiro lugar
| 2 de março de 1980 | Nova Caledônia | 2 – 1 | Fiji |  |
|                    |                |       |      |  |

## Final
| 3 de março de 1980 | Austrália | 4 – 2 | Taiti |  |
|                    |           |       |       |  |

| Campeão da Copa das Nações da OFC de 1980 |
| ----------------------------------------- |
| Austrália Primeiro título                 |

## Artilheiros
- Ian Hunter (5 gols)
- Eddie Krncevic (5 gols)
- Paul Kay (4 gols)
- Peter Sharne(4 gols)